# Арсеньев, Владимир Васильевич
Владимир Васильевич Арсеньев (20 мая 1960) — советский борец греко-римского стиля, призёр чемпионата СССР, обладатель Кубка мира в команде.

## Биография
В июле 1979 года шведском Хапаранде стал чемпионом мира среди юниоров. На 49-м личном чемпионате СССР 6-8 февраля 1980 года в Москве стал бронзовым призёром в категории 74 кг (спортивное общество «Трудовые резервы»). В ноябре 1982 года на Кубке мира в Будапеште в личном зачёте стал серебряным призёром, а в команде победителем (в категории 82 кг).

## Спортивные результаты
- Чемпионат мира по борьбе среди юниоров 1979 — ;
- Чемпионат СССР по классической борьбе 1980 — [2];
- Кубок мира по борьбе 1982[1] — ;
- Кубок мира по борьбе 1982 (команда)[1] — ;
- Спартакиада 1983 — ;